# ستيفان أوكونور
ستيفان أوكونور (23 يناير 1997 في المملكة المتحدة - ) (بالإنجليزية: Stefan Ramone Sewell O’Connor)‏ هو لاعب كرة قدم بريطاني في مركز الدفاع. شارك مع منتخب إنجلترا تحت 17 سنة لكرة القدم. أما مع النوادي، فقد لعب مع كريستال بالاس ونادي أرسنال ونادي يورك سيتي وMVV Maastricht ‏.

## وصلات خارجية
- ستيفان أوكونور على موقع قاعدة بيانات كرة القدم.إي يو (الإنجليزية)
- ستيفان أوكونور على موقع Soccerbase.com (لاعب) (الإنجليزية)
- ستيفان أوكونور على موقع Soccerway.com (الإنجليزية)
- ستيفان أوكونور على موقع عالم كرة القدم.نت (الإنجليزية)
- ستيفان أوكونور على موقع AS.com (الإسبانية)